# 中车北京二七机车
中车北京二七机车有限公司（英語：CRRC Beijing Locomotive Co., Ltd.），是中国的铁路机车制造厂商之一，也是中国中车的子公司之一。

## 历史

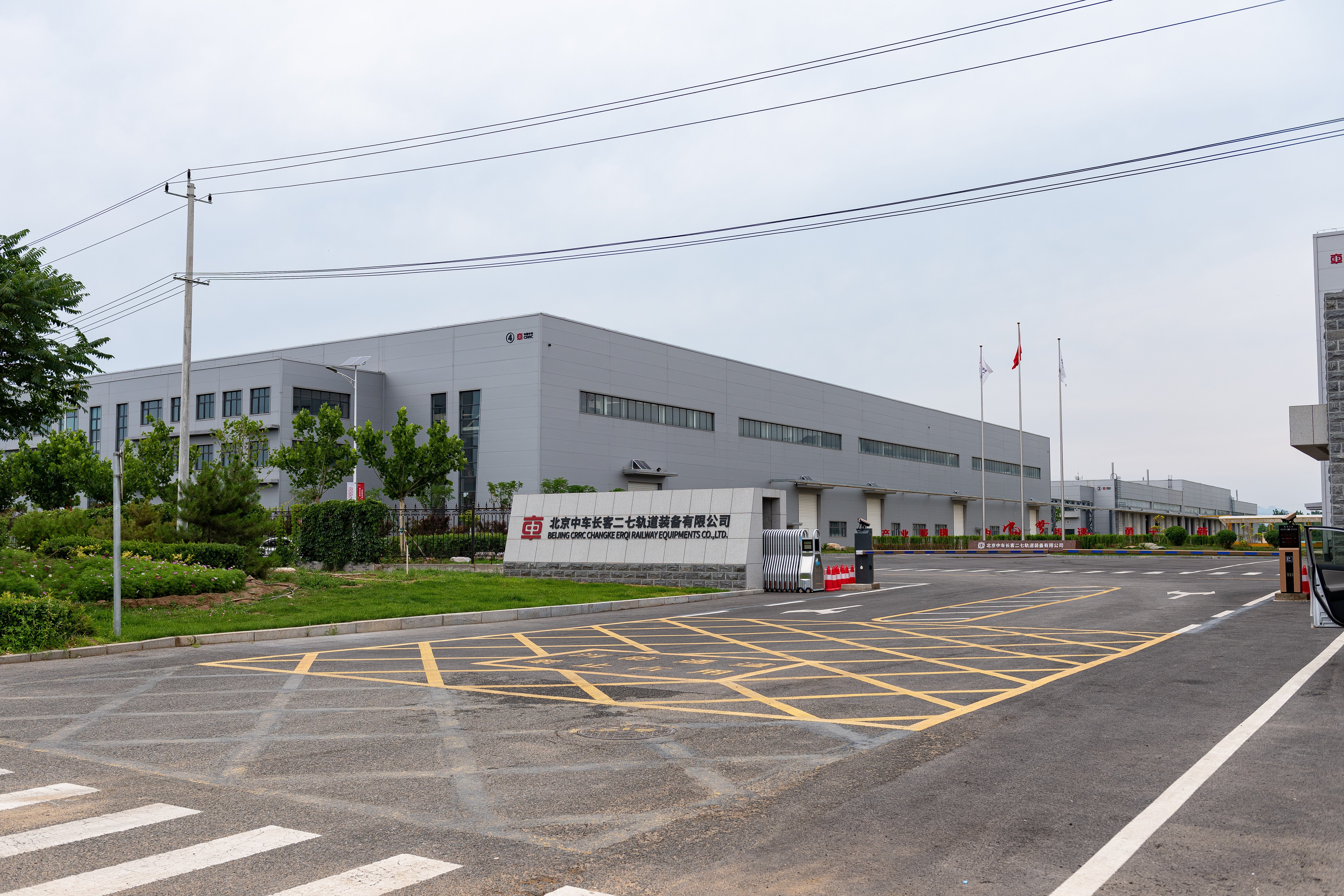
位于窦店的北京中车长客二七轨道装备有限公司正门

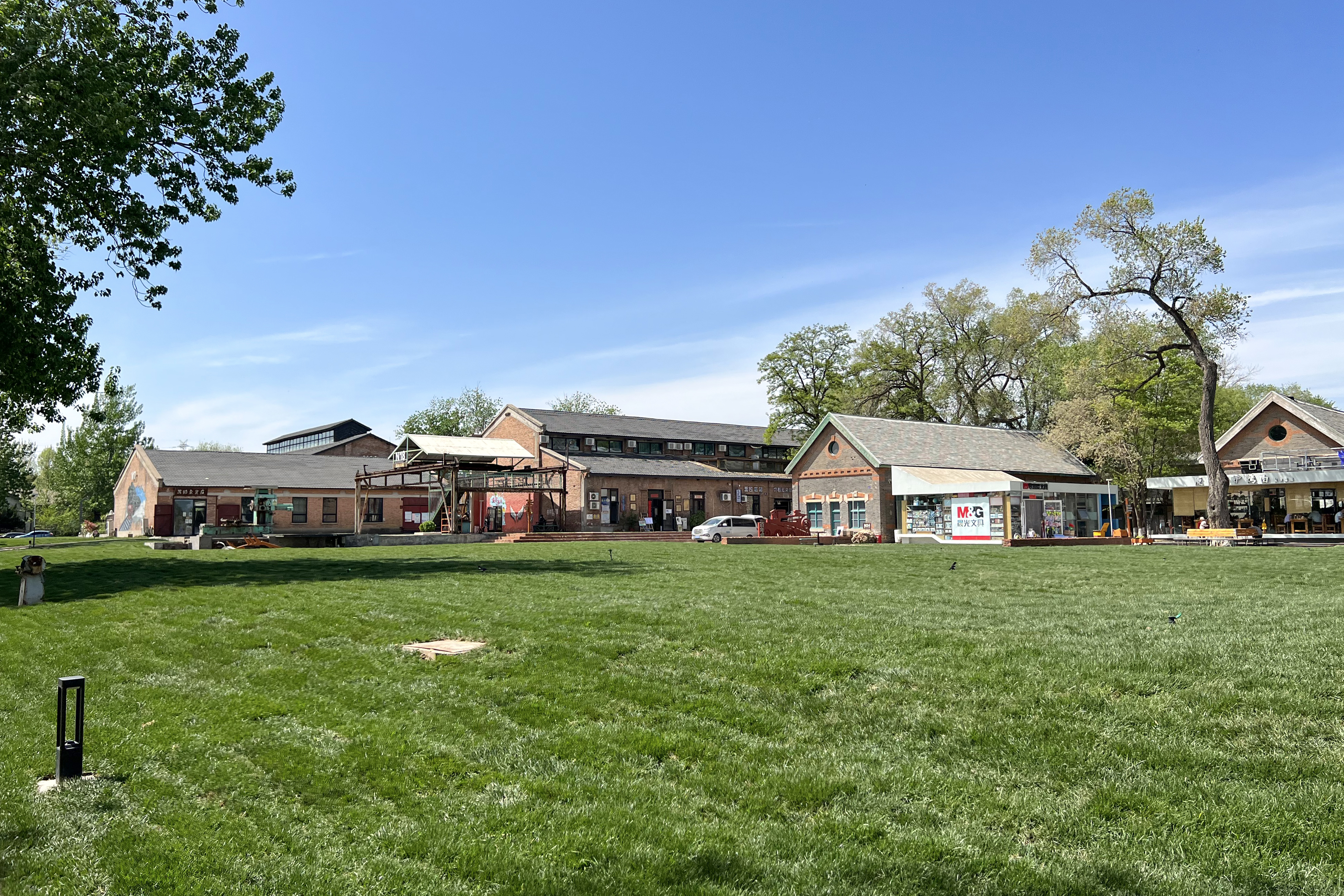
二七厂早期建筑

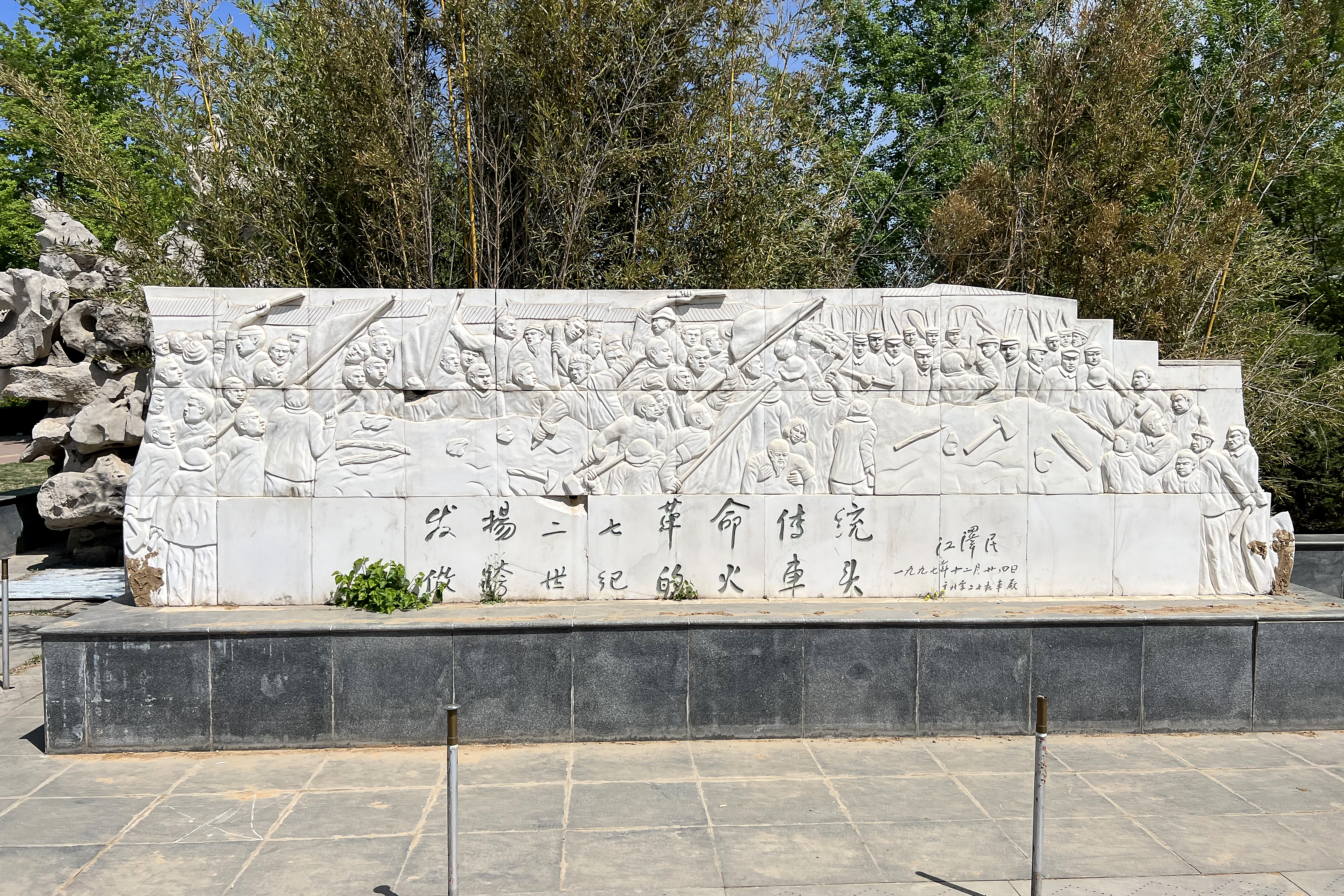
1997年江泽民视察二七厂时的“发扬二七革命传统，做跨世纪的火车头”题词

中车北京二七机车有限公司的历史可追述到1897年，比利时人修建的位于永定河畔的“邮传部卢保铁路卢沟桥机厂”，1900年工厂被义和团烧毁。1901年法国人和比利时人利用卢沟桥机厂残余机械迁至长辛店三合庄建立了“长辛店铁路机厂”，属京汉铁路局厂务处厂务总管（管全路几个工厂，驻长辛店）管辖。1923年，工厂员工与京汉铁路员工一起参加二七大罢工。1937年7月－1945年8月，工厂被日本占领，厂名为“华北交通株式会社长辛店铁路工厂”，时有职工3433人。
1945年8月国民政府接管工厂后，由交通部特派员办公室直辖。后期改为平津铁路局领导，又改为平汉北段管理处领导。临解放时全厂共有职工2457人。工厂历经比利时、法国、国民党和日本侵略者的统治，解放前只能从事蒸汽机车和客、货车的简单修理。
1948年12月14日中国人民解放军占领长辛店，工厂时有员工2665人。中华人民共和国建国后，工厂先后改名为长辛店机车车辆修理工厂、北京二七机车车辆工厂。1958年6月15日工厂试制的第一台建设型蒸汽机车问世，结束了60多年来只能修理不能制造的历史。1958年9月又制造出中国第一台内燃机车(建设型600马力电传动内燃机车)。1960年工厂开始进行大功率内燃机车的早期研制，1970年9月造出我国当时功率最大的3970KW北京型货运内燃机车。其后，为落实周恩来总理关于“进京火车不冒烟”的指示，于1971年9月试制成功北京型客运内燃机车。到上世纪八十年代，该机车一直是中国铁路客运主型机车。1975年6月工厂正式转产制造内燃机车，结束了修理蒸汽机车的历史。
1980年1月，按照中华人民共和国铁道部命令，企业一分为二，将车辆制造、修理及铸造系统分出组成了铁道部北京二七车辆工厂（2000-2015年間归中国南车），其余部分组成并命名为铁道部北京二七机车厂，1994年2月，经中国铁路机车车辆工业总公司研究决定，工厂改名为北京二七机车厂。1982年，工厂研制成功适用于铁路重载运输调车作业的东风7型内燃机车，该车1984年通过铁道部鉴定，1985年获得“六五国家科技攻关奖”、“国家科技进步二等奖”，1989年获“北京市优质产品”称号。此后，工厂还先后研制成功北京型重联货运机车，八轴客运机车和口岸机车。1986年3月至1993年底工厂利用国家投资和世界银行贷款进行了技术改造，共完成基本建设和技术改造资金近2亿元，达到了年产百台机车的生产纲领。
1990年代，工厂陆续开发成功东风7B、东风7C、东风7D、东风7E、东风7F型调车机车和GK1E型、GK1E31型工矿机车。其中东风7C型（装12V240ZJ6型柴油机1470KW）机车已成为我国铁路主型调车机车。东风7E型（25吨轴重）机车已通过部级鉴定。
进入21世纪以后，工厂不断加大技术开发力度，先后开发了东风7C、G型模块化机车，并实现批量生产；开发的东风7J型交流传动机车，2004年完成了运用考核。2005年出口古巴的12台机车是我国内燃机车首次批量出口美洲国家，为国家赢得了荣誉。自主研制的青藏铁路大功率调车内燃机车2006年初配属青藏铁路公司，3台机车是青藏线上唯一的国产移动运输装备。2007年9月27日，二七厂庆祝成立110周年，并宣布转产电力机车。同年，工厂引进国外先进技术，研发高端铁路养护工程机械。目前，公司生产的LZC-800型路基处理车、GMC96型钢轨打磨列车、BS1200型边坡清筛机等大型养路机械开始交付用户。2012年7月，中国首台出口欧盟铁路内燃机车DF7G-E型内燃机车在公司出厂。同月，公司成功研制出BR711型快速多功能作业车。2012年11月，国内首台190吨交流电传动矿用自卸车在公司成功下线。2012年，由于国企改革政策，二七机车厂医院整体划归北京中医药大学东方医院。
2018年3月31日，工厂在生產最後兩台GKE1型內燃機車後，正式將生產線遷往市內房山區竇店鎮，與長客廠合營的新工厂北京中车长客二七轨道装备繼續營運，原有廠房改建為文創園區“1897科创城”，但總部則留於舊址。2021年6月8日，位于窦店的中车北京轨道交通装备产业园开园，其首款产品为北京地铁19号线CCD5034型电客车。
公司的战略目标是以大功率交流传动电力机车、大养机械、内燃机车三大支柱产品为基础，力求在短时间内对部分产品实施重点突破，迅速形成生产规模和业内优势地位。深化产品结构调整，积极向城市轨道交通装备和其他相关多元产品领域拓展。

## 产品

### 内燃机车
- 建设号（已停产）
- 北京型（已停产）
- DF7
- DF7B
- DF7C
- DF7D
- DF7E
- DF7F
- DF7G（5000系列、8000系列、9000系列）
- DF7G-C（出口古巴）
- DF7G-M（出口蒙古）
- DF7G-E（出口爱沙尼亚）
- DF7J
- DF7K-C（出口古巴）
- CK1E（出口越南）
- CK1F（出口越南）
- CK1F2（出口刚果民主共和国）
- CK2S（出口苏丹共和国）
- CK6（出口坦赞铁路）
- CK6E（出口刚果共和国）
- CK6E1（出口安哥拉）
- CK6E2（出口安哥拉）
- CK6E3（出口安哥拉）
- CK6E4（出口尼日利亚）
- CKD8C1（出口刚果民主共和国）
- CKD8C4（出口刚果民主共和国）
- CKD8S（出口苏丹共和国）
- CDD7A1（出口阿根廷）
- GK1E
- GK1E31
- GK3E
- GKD1E
- HXN3B

### 电力机车
- HXD3（与大连机车及东芝合作）
- HXD3C

### 大型养路机械
- LZC-800型路基处理车（与普拉塞-陶依尔公司合作）
- GMC96型钢轨打磨车（与SPENO公司合作）
- BS1200型边坡清筛机（与美国LORAM（劳瑞姆）公司合作）
- BR711型快速多功能作业车（全套引进德国勃兰登堡公司技术）

### 地铁工程车辆
- GMC16A型钢轨打磨列车
- HSM型钢轨铣磨列车
- ZJX01型综合作业检修车
- QXC01型隧道清洗车
- GCY520型地铁内燃车（深圳市地鐵集團亦為用戶之一，配屬深雲車輛段）
- GJ300（D）型轨道检测车
- XM-1500MBG型钢轨铣磨车

### 矿山车辆
- EQ190AC矿用电动轮自卸车

## 旧址

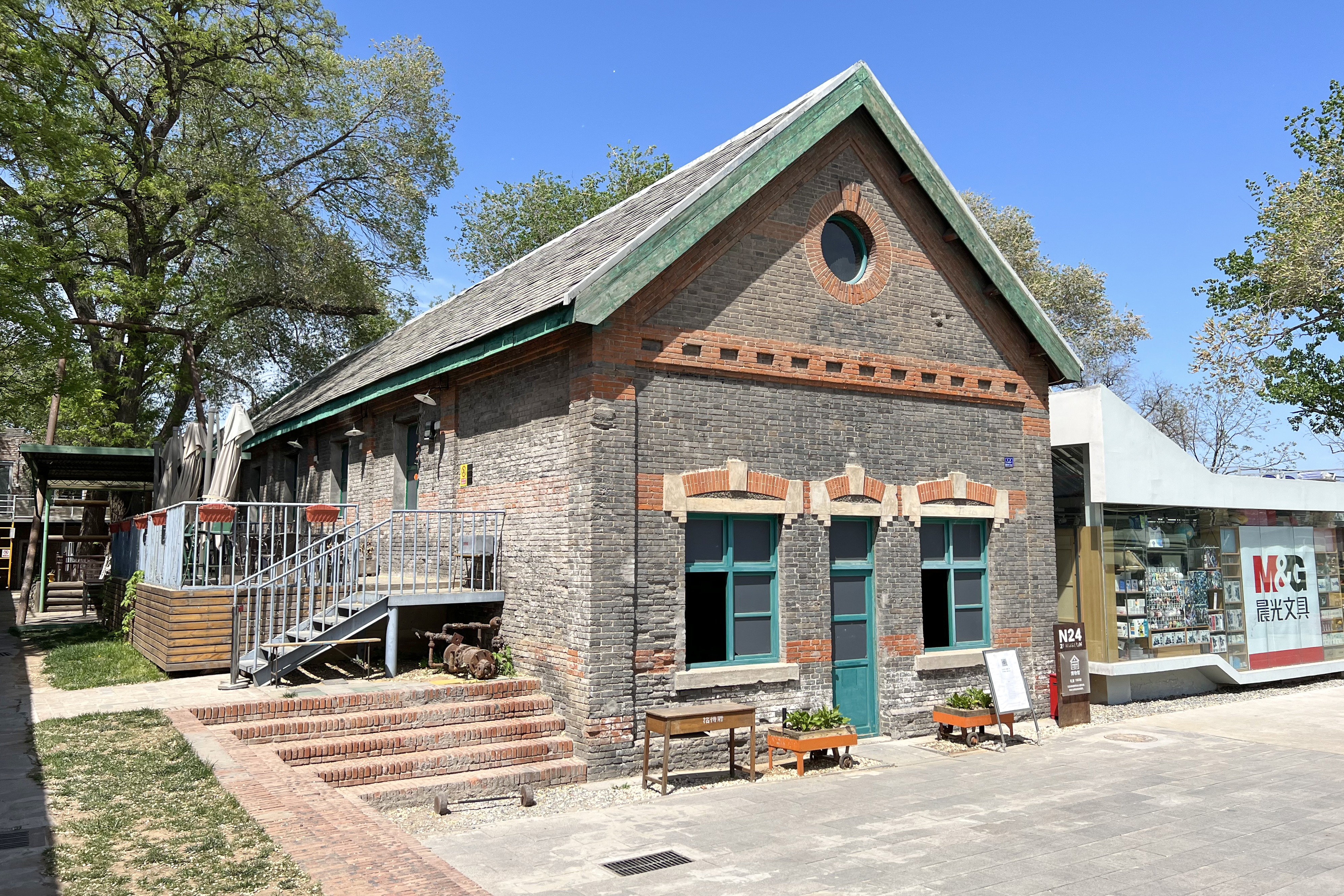
建于1933年的礼堂，目前为二七厂博物馆

二七机车厂近代建筑遗存，位于北京市丰台区长辛店杨公庄1号已停用的二七机车厂内，1923年2月7日，在此发生了二七大罢工。现存部分厂房以及办公建筑。其中，厂房建筑是典型的近代厂房建筑，清水砖墙砌筑，坡屋顶上覆盖铁皮瓦；办公建筑是清水砖墙砌筑，两坡顶覆铁皮瓦屋面，近代门窗装修，山墙上部做出三角山花，四周线脚装饰，中央有圆形通风窗。